# Powderfinger
Pour l’article homonyme, voir l'album Rust Never Sleeps de Neil Young.
Powderfinger est un groupe de rock australien, originaire de Brisbane. Il est formé en 1989, et, depuis 1992, il est composé du chanteur Bernard Fanning, des guitaristes Darren Middleton et Ian Haug, du bassiste John Collins, et du batteur Jon Coghill.
Powderfinger a rencontré le succès commercial à partir de la sortie de leur troisième album studio Internationalist en 1998. Depuis, ils ont enregistré plusieurs succès qui leur ont rapporté un total de quinze ARIA Awards. De nombreux albums de Powderfinger ont atteint le statut de disque de platine plusieurs fois de suite, et figurent dans le hit-parade australien. Odyssey Number Five, le plus connu des albums de Powderfinger à ce jour, est nommé disque de platine huit fois, et remporte des ARIA Awards dans cinq catégories différentes.
Après la sortie de leur premier DVD, These Days: Live in Concert, et d'une compilation, Powderfinger annonce une pause en 2005. L'annonce de leur tournée australienne avec Silverchair intitulée Across the Great Divide Tour, suit la sortie de leur sixième album studio, Dream Days at the Hotel Existence, en juin 2007.
Durant ses seize années de carrière, les membres de Powderfinger sont activement impliqués dans des activités philanthropiques. En 2005, ils jouent au concert WaveAid à Sydney, pour aider à récolter des fonds pour les victimes des zones affectées par le tremblement de terre du 26 décembre 2004. Un autre concert à l'Opéra de Sydney est organisé pour financer les victimes du cancer du sein et leurs familles. Le but de leur récente tournée Across the Great Divide est de promouvoir les efforts de la fondation Reconciliation Australia et de mettre en évidence la différence de dix-sept ans d'espérance de vie entre les enfants aborigènes et les autres.

## Biographie

### Formation et premiers enregistrements (1989-1993)
Powderfinger est formé en 1989 par le chanteur et guitariste Ian Haug, le bassiste John Collins et le batteur Steven Bishop, qui ont emprunté leur nom à une chanson de Neil Young, Powderfinger,. Avant la formation du groupe, les futurs membres avaient déjà tous joué dans d'autres groupes de Brisbane. Ils cherchent ensuite un guitariste supplémentaire et embauchent Bernard Fanning, que Haug avait rencontré dans une classe de son université. Fanning reprend le rôle de chanteur principal après Haug. En même temps, Jon Coghill rejoint le groupe, après le départ de Bishop à la suite d'une « séparation à l'amiable ». Le dernier changement dans le style musical de Powderfinger vient avec l'arrivée du guitariste Darrent Middleton au sein du groupe. La composition du groupe (Fanning, Collins, Haug, Middleton et Coghill) n'a plus changé depuis 1992.
Powderfinger joue à l'origine des reprises d'autres chansons, mais ils se mettent progressivement à écrire et jouer leurs propres compositions. À une occasion, alors qu'ils jouent un concert de heavy metal à Newcastle, en Nouvelles-Galles du Sud, ils se font siffler et doivent quitter la scène. En 1992, le groupe finance un enregistrement de ses premiers travaux et les diffuse dans l'EP Powderfinger, plus connu sous le nom de Blue EP (maxi bleu). Le succès de cet EP permet au groupe de signer chez Polydor Records. À sa sortie en 1993, Transfusion atteint la première place dans le classement ARIA Charts alternatifs, délogeant l'album Heart-Shaped Box de Nirvana. Le groupe enregistre ensuite son premier clip pour la chanson principale de l'album, Reap What You Sow. Il est réalisé par David Barker, qui réalisera encore les sept clips suivants du groupe.

### Premiers albums (1994–1998)
Powderfinger sort son premier album, Parables for Wooden Ears, le 18 juillet 1994. Décrit par Fanning comme la « période noire » du groupe, il n'est pas beaucoup diffusé à la radio. Le groupe joue ensuite aux festivals Livid et Homebake, ainsi qu'à un des plus grands festivals australiens, Big Day Out, en 1994. Trois singles sont extraits de l'album : Tail, Grave Concern et Save Your Skin. Parables for Wooden Ears est généralement considéré comme le moins bon des albums de Powderfinger, ce qu'indiquent ses critiques médiocres. En 1995, le groupe sort un second EP, M. Kneebone.
Le très populaire Double Allergic sort le 2 septembre 1996. Ce deuxième album atteint le statut de double disque de platine en Australie. Quatre singles sont extraits de cet album : Pick You Up, D.A.F., Living Type et Take Me In. Double Allergic débute en septième position dans le hit-parade australien et reste dans le top 20 pendant sept semaines. Un critique de FasterLouder, un site de critique de musiques sur le web, indique que « quand Double Allergic sort en 1996, il montre que le groupe est parti pour devenir un des meilleurs de cette décennie ».

### Succès critiques et populaires (1998–2003)
En septembre 1998, Powderfinger sort Internationalist, son troisième album studio, qui le propulse au sommet de la scène musicale australienne : il atteint la première place et reste pendant 100 semaines d'affilée dans les ARIA Albums Chart. L'album se vend à plus de 200 000 exemplaires et devient plus de cinq fois disque de platine en Australie. Il est aussi le premier à être remarqué en Europe. Internationalist est le premier album de Powderfinger à gagner les ARIA Music Awards. En 1999, il gagne les prix « album de l'année », « meilleur album de rock » et « meilleure pochette », The Day You Come gagnant le « Single de l'année ». Passenger, qui figure dans les singles tirés de Internationalist, est aussi nommée pour trois autres ARIA Awards en 2000.
Le groupe reçoit alors beaucoup d'éloges et de critiques pour les opinions politiques de plusieurs chansons de Internationalist. Dans une interview avec Benedict Watts, le guitariste Ian Haug répond que les messages politiques dans The Day You Come ne sont pas une leçon de morale, mais plutôt quelque chose qu'ils considèrent comme une responsabilité.
Le quatrième album studio de Powderfinger, Odyssey Number Five, sort en septembre 2000, peu après qu'on leur a demandé d'écrire des musiques pour les bandes originales de deux films: Two Hands et Mission impossible 2. La chanson These Days est écrite pour Two Hands et My Kind of Scene est écrite pour Mission impossible 2. Odyssey Number Five est l'album le plus populaire de Powderfinger à ce jour, avec 560 000 exemplaires vendus. Les singles My Kind of Scene, My Happiness, Like a Dog, The Metre, et Waiting for the Sun sont tirés de cet album, The Metre et Waiting for the Sun étant distribués sous la forme d'un double Face A. Odyssey Number Five gagne les prix d'« album de l'année », « meilleure vente », « meilleur album de rock », « meilleure pochette » et « meilleur groupe » aux ARIA Awards de 2001. My Happiness est aussi récompensé par le prix du « single de l'année », et plusieurs de leurs autres chansons sont nommées dans diverses autres catégories.
Beaucoup de chansons de cette période de Powderfinger sont classées dans la liste Triple J Hottest 100 de Triple J. These Days, Already Gone, Good-Day Ray et Passenger sont classées dans le Triple J Hottest 100 de 1999, et My Happiness, My Kind of Scene dans celui de 2000.

### Résurgence rock (2003–2005)

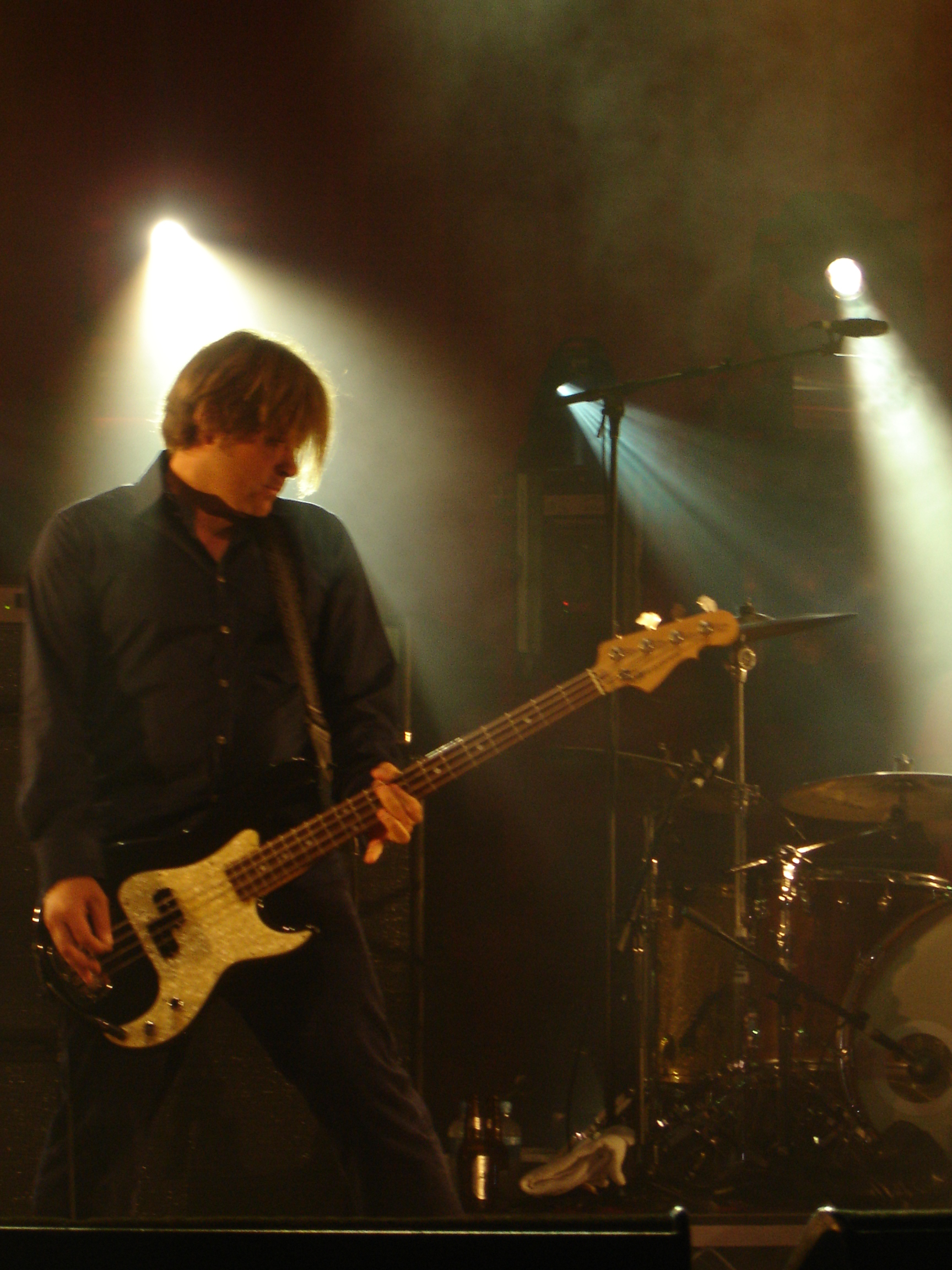
John Collins, montré ci-dessus en janvier 2005, l'un des fondateurs de Powderfinger.

Vulture Street sort le 4 juillet 2003. Le nom de l'album, enregistré en janvier et février 2003, vient d'une rue de Woolloongabba, au Queensland, à l'endroit de l'ancien studio d'enregistrement du groupe. L'album est décrit par les critiques comme « un album plus grossier, plus fort, mais pas du tout bâclé », et il montre les guitaristes Middleton et Haug qui dominent d'une manière qu'ils n'avaient pas depuis leur début en 1994. Simon Evans de musicOMH.com décrit un groupe qui "choisit un sentiment viscéral, ajoutant un punch réel aux musiques".
(Baby I've Got You) On My Mind, Since You've Been Gone, Love Your Way, et Sunsets issus de Vulture Street sont les singles extraits de Vulture Street. Comme les précédents albums de Powderfinger, Vulture Street gagne plusieurs ARIA Awards : « album de l'année », « meilleur groupe », « meilleur groupe », « meilleur album de rock » et « meilleure design de couverture » en 2003. Plusieurs chansons de l'album sont aussi nommées en 2003 et en 2004. These Days: Live in Concert est le premier concert en direct de Powderfinger, les versions CD et DVD sortant à la fin 2004. Un des singles, Stumblin', à l'origine une chanson normale de Vulture Street, sort aussi en single. Powderfinger sort ensuite une compilation intitulée Fingerprints: The Best of Powderfinger, 1994–2000 quelques semaines plus tard. Elle comprend plusieurs singles sortis à ce moment ainsi les autres chansons : Thrilloilogy, Belter, et une réinterprétation de These Days, bien que ce dernier ne soit pas no 1 au sondage 1999 des Triple J Hottest 100. L'album contient aussi deux nouvelles chansons : Bless My Soul et Process This, bien que seul Bless My Soul sorte en single.
Après le tremblement de terre indien de 2004, Powderfinger fait une apparition au concert de bienfaisance de WaveAid à Sydney, afin de récolter des fonds pour les organisations qui travaillent dans les zones affectées par le désastre. Fanning est le chanteur de The Wrights alors qu'ils chantent Evie et sort une version studio en single, les bénéfices de cette vente allant aussi aux secours du tsunami.

### Projets annexes (2005–2007)
Powderfinger se met en pause après la sortie de Fingerprints: The Best of Powderfinger en 2005. Pendant cette période, plusieurs membres du groupe s'engagent dans d'autres projets. Darren Middleton et Ian Haug ont des enfants, et Fanning se marie avec son amie Andrea. Middleton et son projet annexe Drag sortent leur premier album, la suite de leur maxi de 2002 Gas, Food Lodging. Celui-ci, appelé The Way Out, sort le 10 juillet 2005. Peu après, le guitariste Ian Haug et le bassiste John Collins forment le groupe The Predators avec l'ancien batteur de Powderfinger, Steven Bishop, à la batterie et au chant. Ce groupe sort un disque de six morceaux, Pick Up the Pace, en 2005, et part dans une courte tournée australienne.
Bernard Fanning sort son album solo, Tea and Sympathy, en octobre 2005, qui atteint le sommet des hit-parades australiens et rapporte à Fanning des nombreux ARIA Music Awards, dont le convoité « album de l'année ». Le single principal de l'album, Wish You Well, se classe no 1 du sondage Triple J Hottest 100 en 2005.

### Retour après la pause (depuis 2007)

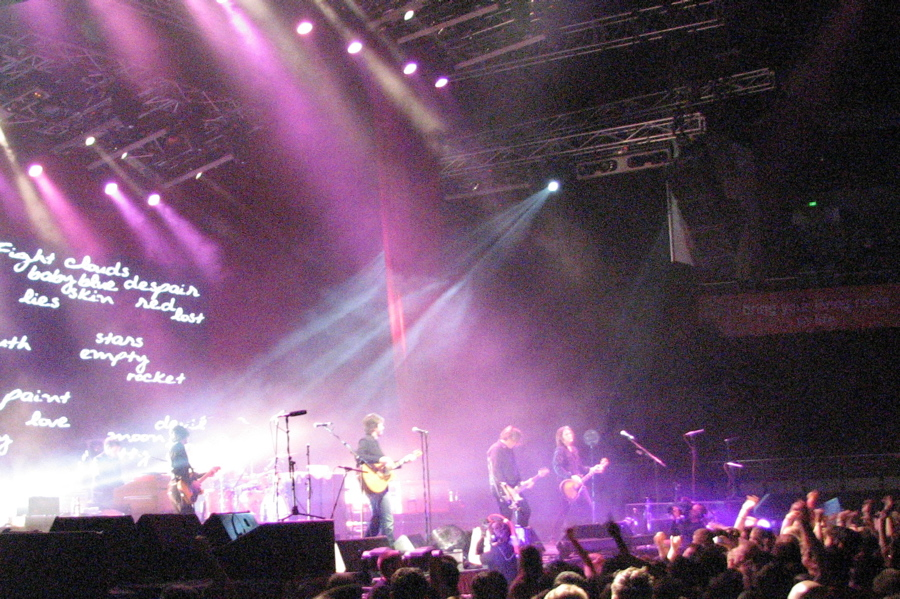
I Don't Remember joué pendant la tournée Across the Great Divide.

Le sixième album studio de Powderfinger, Dream Days at the Hotel Existence sort le 2 juin 2007. Il débute à la première place du ARIA Charts, et pulvérise les ventes sur internet, avec 3000 copies vendues. Cependant, les critiques ne le considèrent pas aussi bon que son prédécesseur, Vulture Street, Cameron Adams du Herald Sun le décrivant comme « consistant ». Bernard Zuel, qui avait critiqué Vulture Street en 2003, décrit Dream Days at the Hotel Existence comme le « premier album fade de Powderfinger », mais le groupe est « le plus grand groupe de rock du pays. »
Le 12 juin 2007, Powderfinger et le groupe de rock australien Silverchair annoncent une tournée de neuf semaines intitulée la tournée Across the Great Divide, un effort pour promouvoir la réconciliation avec les aborigènes. La tournée passe dans toutes les capitales des États et quatorze villes régionales australiennes, et inclut quatre représentations en Nouvelle-Zélande. Le premier single de l'album, Lost and Running, sort le 12 mai 2007, et atteint la cinquième place du  ARIA Singles Chart le 21 mai 2007. Un second single, I Don't Remember, sort le 4 août 2007. Une chanson de l'album, Black Tears, est modifiée pour éviter d'influencer le résultat du procès du mort de la prison de Palm Island en 2004. Bernard Fanning déclare que la version alternative de la chanson serait sur l'album à cause de ces allégations.
Dream Days at the Hotel Existenceest récompensé par le ARIA Award de la « meilleure pochette de disque » en 2007. Il est nommé pour les prix de « groupe de l'année », « meilleur album de rock », et « meilleur groupe », tandis que Lost and Running reçoit plusieurs nominations pour les prix de « single de l'année » et « meilleure vidéo ». L'album échoue à gagner les prix pour lesquels il était nommé, face à Silverchair qui les a tous gagnés. La remise des prix a eu lieu à l'Acer Arena de Sydney, le 28 octobre, et Powderfinger interprète à cette occasion leur single Lost and Running.
Le 18 octobre 2007, Powderfinger interprète un concert à Karratha, en Australie-Occidentale, face à des milliers de fans dans le cadre de la série AWOL du Triple J. Le groupe est alors accompagné par les groupes australiens The Grates et Muph N Plutonic entre autres.. Pendant leur passage à Karratha, Fanning et Coghill ont visité le Gumala Mirnuwarni, une école de Roebourne qui encourage les enfants à ne pas abandonner l'école. Le 27 septembre 2008, Powderfinger joue (Baby I've Got You) On My Mind et Long Way to the Top de AC/DC au Grand Final AFL de 2008.

## Style musical
Dans une interview avec Paul Cashmere après la sortie de Vulture Street, le guitariste Darren Middleton déclare que quelques morceaux qu'ils avaient écrits « étaient vraiment trop basés sur Odyssey Number Five et que la première chanson, Rockin' Rocks était « probablement le début de la bonne direction à suivre » avec l'album. Cashmere déclare dans une interview que cet album était le « son le plus dur de Powderfinger [qu'il ait] entendu ».
Bernard Zuel du The Sydney Morning Herald critique les derniers albums. Décrivant Vulture Street comme un album « plus cru, plus bruyant » par rapport à Odyssey Number Five, il souligne « le talent [de Fanning] en tant que compositeur » et déclare que les guitaristes Haug et Middleton « dominent d'une manière jamais vue depuis leur début de 1994 ». Il déclare qu'il y a une « vraie énergie qui a des racines dans le Powderfinger du début », et décrit On My Mind comme ayant une « substance AC/DC », et Love Your Way comme « un tremblement acoustique qui mélange du Led Zeppelin ».
Dans sa critique de Dream Days at the Hotel Existence, Zuel le décrit comme « [ayant] un cadre musclé et soigné », et déclare que c'est ce que « les radios américaines considèrent comme un rock sérieux ».

« Comparé avec le son relativement souple et agile qu'ils ont perfectionné jusqu'à maintenant, Powderfinger est comme le footballeur qui passe son temps hors-saison à faire de la gym, et en ressort musclé et puissant. Le problème est qu'il a de la puissance, mais qu'il a perdu ses hésitations. »

— Bernard Zuel, The Sydney Morning Herald, 1er juin 2007.
Clayton Bolger de AllMusic déclare dans sa critique de Dream Days at the Hotel Existence que Powderfinger « revisite largement le son de leur album Internationalist, laissant derrière eux le glamour et l'exagération du Vulture Street de 2003 ». Il loue la voix « qui portent distinctement » de Fanning, « l'attaque de la double guitare » de Middleton et Haug, la « basse innovante » de Collinsn et la « batterie puissante » de Coghill.

## Bénévolat

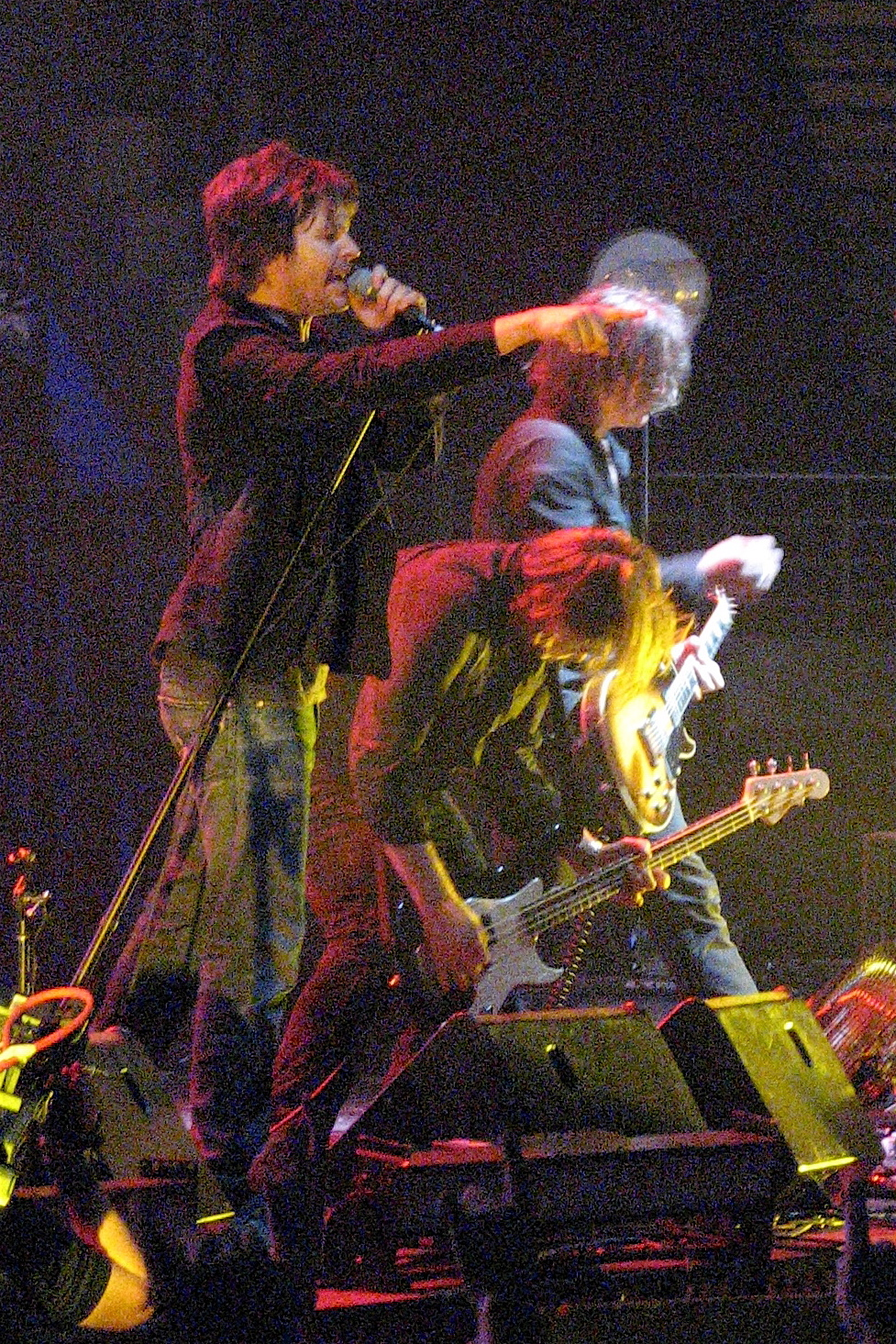
La tournée Across the Great Divide essaie de promouvoir les efforts de Reconciliation Australia dans la communauté aborigène.

Depuis l'époque où ils sont ensemble, le groupe Powderfinger est actif dans le support de causes charitables, philanthropiques, d'aides aux désastres, et d'aide politiques.
En 1996, Crowded House organise un concert d'adieu pour le Sydney Children's Hospital, le 24 novembre 1996 à la suite de leur décision de se séparer. Ils ont alors contacté Powderfinger et d'autres artistes australiens comme Custard, You Am I pour leur demander de faire une apparition sur les marches du Opéra de Sydney. Ce concert, enregistré et ensuite publié en tant qu'album live appelé Farewell to the World, est considéré comme le plus grand concert en direct australien, avec entre 100 000 et 250 000 personnes estimées dans le public,.
À la suite du tremblement de terre de 2004, aussi connu sous Boxing Day du Tsunami, Powderfinger apparait au concert de charité Wave Aid donné à Sydney en janvier 2005. Le désastre a tué plus de 225 000 personnes de 11 pays dans cette zone. Les bénéfices de ce concert sont de 2 300 000$AUD. La chanson Black Tears de l'album Dream Days at the Hotel Existence contient les paroles « An island watchhouse bed, a black man's lying dead » qui ont provoqué des inquiétudes au sujet de leur influence sur le procès de l'ex-sergent Chris Hurley à propos de l'affaire de la mort en détention d'un homme à Palm Island en 2004. Le groupe a prétendu au contraire que les paroles étaient principalement basées sur l'ascension de l'Uluru par des touristes en dépit des demandes aborigènes de s'en abstenir. La version originelle de la chanson est retirée de l'album et remplacée par une version alternative avec le passage controversé retiré.
Les avocats de Hurley, accusé d'assassinat pour la mort de Mulrunji en 2004, parlent de la chanson à l'Attorney General du Queensland Kerry Shine, à l'occasion de leur tentative de modification du morceau. L'avocat Glen Cranny déclare que « le contenu et la date de sortie de la chanson posent de sérieux problème pour le procès de M. Hurley ». L'impresario de Powderfinger, Paul Piticco, déclare que Fanning a confirmé que la chanson avait un rapport avec l'affaire. Cependant, il ajoute que les paroles en question pouvaient aussi désigner « une tour de contrôle aux Bahamas ou autre chose ».
En juin 2007, Powderfinger a annoncé une tournée dans toute l'Australie avec le groupe de rock Silverchair intitulée la tournée Across the Great Divide. Celle-ci a été un essai pour promouvoir les efforts de Reconciliation Australia, une fondation qui aide à améliorer le confort des aborigènes et pour « montrer que les deux groupes supportent ce concept de réconciliation ». Le but de Reconciliation Australia est de faire connaitre le gouffre de dix-sept ans d'espérance de vie qui sépare les aborigènes des autres enfants de l'Australie.
La tournée Across the Great Divide, qui comprenait 34 concerts dans 26 villes australiennes, a duré plus de deux mois avec un public estimé à 220 000 personnes. Powderfinger et Silverchair ont ensuite annoncé la sortie d'une édition spéciale d'un DVD comprenant les deux concerts de Melbourne et un documentaire de 90 minutes qui suit les deux groupes pendant chaque concert. Ce DVD est sorti le premier décembre 2007, en même temps que le troisième single de Dream Days at the Hotel Existence, Nobody Sees.
En octobre 2007, pendant le Breast Cancer Awareness Month, Powderfinger joue en concert sur les marches de l'Opéra de Sydney. Ce concert était réservé aux invités, seuls les victimes de cancer du sein, les survivants et leurs familles pouvant y assister. Powderfinger a joué aux côtés de Silverchair, Missy Higgins, et d'autres artistes pour un public de 700 personnes. Le concert est filmé et ensuite diffusé dans l'émission MAX Session sur la chaine MAX de Foxtel le 3 novembre.
« Les musiciens se sentent coupables en général que leur vie soit assez bonne et ont tendance à se tenir au courant des problèmes sociaux », explique Bernard Fanning du Daily Telegraph, le 1er novembre 2007.

## Vies personnelles

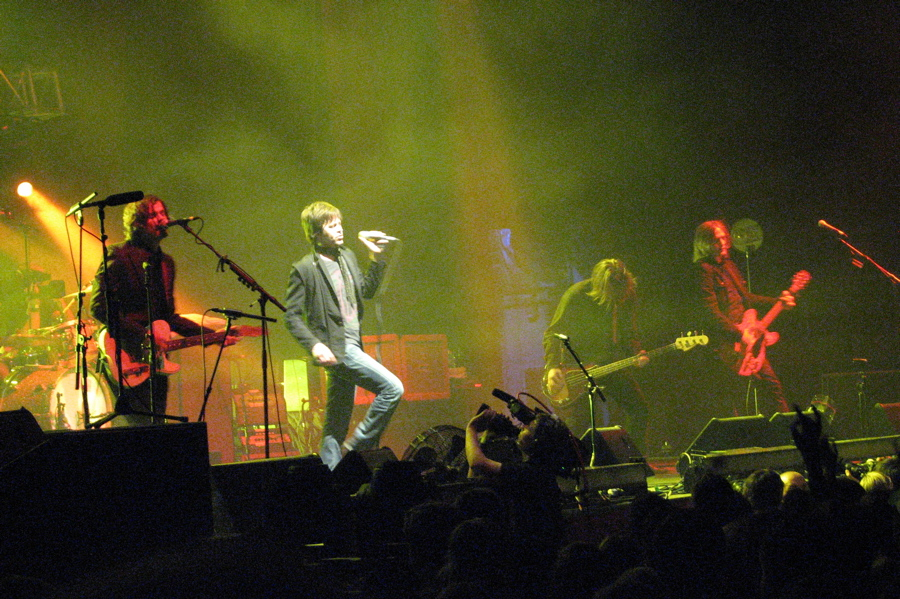
Powderfinger pendant le concert du Across the Great Divide Tour en septembre 2007. De gauche à droite : Middleton, Fanning, Collins, Haug.

Powderfinger est composé de cinq membres: Bernard Fanning au chant, à la guitare, au clavier, et à l'harmonica; John Collins à la basse; Ian Haug à la guitare, et chanteur additionnel; Darren Middleton à la guitare, au clavier et chanteur additionnel; enfin Jon Coghill, à la batterie et aux percussions. Cette composition est restée la même depuis 1992. Steven Bishop était le batteur du groupe avant, mais il est parti pour se consacrer à ses études. Les membres du groupe s'appellent souvent les uns les autres par des pseudonymes: en particulier, John Collins et Jon Coghill sont appelés JC et Cogsy respectivement, sans doute pour éviter de les confondre.
Powderfinger a collaboré avec quelques artistes, par exemple, ils ont eu le pianiste Benmont Tench pour Dream Days at the Hotel Existence. Pour leur deuxième album, Double Allergic, ils ont recruté le producteur Tim Whitten. Powderfinger demande à l'expatrié américain en Australie Nick DiDia d'être le producteur de Internationalist, et ils l'enregistrent avec lui au studio Sing Sing de Melbourne. Didia a aussi produit les deux albums suivants. En 2007, Rob Schnaff, le producteur de Beck Hansen, produit leur sixième album studio à Los Angeles.
Le premier vidéo clip de Powderfinger pour leur chanson « Reap What You Sow » en 1993, est réalisé par David Barker, un directeur ayant gagné plusieurs récompenses. Parmi les entreprises qui ont dirigé les autres clips du groupe, on note Fifty Fifty Films, et Head Pictures.

## Discographie
- 1994 : Parables for Wooden Ears
- 1996 : Double Allergic
- 1998 : Internationalist
- 2000 : Odyssey Number Five
- 2003 : Vulture Street
- 2007 : Dream Days at the Hotel Existence
- 2009 : Golden Rule

## Récompenses
Powderfinger a extrêmement de succès en Australie, puisqu'ils ont reçu quinze fois les récompenses suprêmes de la musique australienne, les ARIA Music Awards. These Days et My Happiness  ont atteint la première place au Triple J Hottest 100 en 1999 et 2000 respectivement,, et 21 autres morceaux de Powderfinger ont figuré dans le palmarès les autres années.